# Electrophorella grimaldii
Electrophorella grimaldii är en tvåvingeart som beskrevs av Meg S. Cumming och Brooks 2002. Electrophorella grimaldii ingår i släktet Electrophorella och familjen styltflugor. Inga underarter finns listade i Catalogue of Life.